# (30162) Courtney
(30162) Courtney est un astéroïde de la ceinture principale d'astéroïdes.

## Description
(30162) Courtney est un astéroïde de la ceinture principale d'astéroïdes. Il fut découvert le 5 avril 2000 à Socorro (Nouveau-Mexique) par le projet LINEAR. Il présente une orbite caractérisée par un demi-grand axe de 2,39 UA, une excentricité de 0,14 et une inclinaison de 0,7° par rapport à l'écliptique.

## Compléments